# 1693 w literaturze
Wydarzenia literackie w 1693 roku.

## Nowe książki
- Richard Ames, Fatal Friendship; or, The Drunkards Misery

## Urodzili się
- Hildebrand Jacob, angielski poeta

## Zmarli
- Jan Andrzej Morsztyn, polski poeta